# معهد الحرية والديمقراطية (بيرو)
معهد الحرية والديمقراطية Institute for Liberty and Democracy، هو مركز أبحاث مقره ليما، بيرو مكرس لتعزيز حقوق الملكية في البلدان النامية. أسسه الاقتصادي البيروفي هرناندو دي سوتو.

## وصلات خارجية
- الموقع الرسمي لمعهد الحرية والديمقراطية